# Convention concernant la discrimination à l'emploi
La Convention concernant la discrimination à l'emploi est l'une des huit conventions fondamentales de l'Organisation internationale du travail relative à l'élimination de toute discrimination à l'embauche et à l'exclusion sociale à l'occasion d'emploi y compris sur la base de race, couleur, sexe, opinion politique, d'origine nationale ou sociale et pour égalité des chances.
En juin 2017, 175 pays l'ont ratifiée. Cette convention est aussi citée par la Convention internationale sur l'élimination de toutes les formes de discrimination raciale adoptée en 1969.

## Rôle et responsabilité
L'organisation internationale du travail s'assure que les pays signataires respectent la convention internationale.